# Поду Жижиеј (Јаши)
Поду Жижиеј (рум. Podu Jijiei) насеље је у Румунији у округу Јаши у општини Голајешти. Oпштина се налази на надморској висини од 37 m.

## Становништво
Према подацима из 2002. године у насељу је живело 253 становника, од којих су сви румунске националности.